# Brachyleptura circumdata
Brachyleptura circumdata là một loài bọ cánh cứng trong họ Cerambycidae.